# Существенное состояние
Суще́ственное состоя́ние — это такое состояние цепи Маркова, покинув которое, она всегда может в него вернуться.

## Определение
Пусть дана однородная цепь Маркова с дискретным временем {\displaystyle \{X_{n}\}_{n\geq 0}} и дискретным пространством состояний {\displaystyle \{1,2,\ldots \}}. Тогда состояние {\displaystyle i} называется несуще́ственным, если существует состояние {\displaystyle j} и {\displaystyle n_{ij}\in \mathbb {N} }, такие что
{\displaystyle p_{ij}^{(n_{ij})}>0}, но {\displaystyle p_{ji}^{(n)}=0,\quad \forall n\in \mathbb {N} }.
В противном случае состояние {\displaystyle i} называется суще́ственным.

## Замечание
Несущественные состояния не играют роли при изучении долговременного поведения цепи Маркова, а потому их чаще всего игнорируют.

## Пример
Пусть пространство состояний цепи Маркова конечно: {\displaystyle \{1,2,3,4\}}, а матрица переходных вероятностей имеет вид:
{\displaystyle P=\left({\begin{matrix}0&1&0&0\\0&0&0.6&0.4\\0&0&0.5&0.5\\0&0&0.1&0.9\end{matrix}}\right)}.
Тогда состояния {\displaystyle 1} и {\displaystyle 2} несущественны, а {\displaystyle 3} и {\displaystyle 4} — существенны.